# Johann Kaspar Kerll
Johann Caspar Kerll (Adorf (Vogtland), 1627. április 9. – München, 1693. február 13.) német barokk zeneszerző és orgonista.

## Életrajza
Adorf orgonista fiaként született, fiatalon megmutatta kiemelkedő zenei képességeit, Giovanni Valentininél (kb. 1582-1649) tanult Bécsben. Dolgozott Bécsben, Münchenben és Brüsszelben is. Tanítványai voltak Agostino Steffani, Franz Xaver Murschhauser, és  Johann Pachelbel is.
Kerll alkotásai között szerepel vokális zene, számos opera, komponált számos hangszeres zenét, különösen jelentősek billentyűs hangszerekre készült művei. Virtuóz orgona és csembaló zenéjét erősen befolyásolta az olasz zene.

## Főbb művei
Életében nyomtatásban megjelentek:
- DELECTVS SACRARVM CANTIONVM A II. III. IV. V. Vocibus, cum adjunctis instrumentis. OPVS PRIMVM. Auctore JOHANNE CASPARO KERLL, München 1669 (Johann Jäcklin)
- MODVLATIO ORGANICA SVPER Magnificat OCTO ecclesiasticis tonis RESPONDENS. A IOAN: Casparo KERLL. Ex omnifario Artificii Musici Általános információk concinnata, München 1686 (Michael Wening)

Hoc opus, hic labor. Missa SEX A IV. V. VI. Vocibus, cum instrumentis concertantibus, & vocibus a Ripieno, Adjunctâ UNA per Defunctis cum A SEQ: [uentia] Ez CONSECRATAE LEOPOLDO I. IMPERATORI
- AVCTORE JOANNE CASPARO KERLL, München 1686 Irae (Johannes Jäcklin)

Kézzel írott hagyományos művek:
- Missa Nigra
- Missa Superba
- Missa cuius Toni
- Missa Kvázi modo Genita
- Missa 3 Chori
- Offertories

Elveszett / Elveszett munkák:
- Missa Imperialis
- Miserere mei Deus